# Eriothrix
Ne doit pas être confondu avec Eriotrix.
Genre
Eriothrix est un genre d'insectes diptères de la famille des tachinidés, des mouches dont les larves sont parasites d'insectes.

## Liste d'espèces rencontrées en Europe
Selon Fauna Europaea (25 aout 2014)
- Eriothrix accolus
- Eriothrix apenninus
- Eriothrix argyreatus
- Eriothrix inflatus
- Eriothrix micronyx
- Eriothrix monticola
- Eriothrix prolixa
- Eriothrix rohdendorfi
- Eriothrix rufomaculatus

## Autre espèce
Selon ITIS :
- Eriothrix penitalis (Coquillett, 1897)

Mais certaines classifications reconnaissent encore d'autres espèces.